# Campeonato Mundial de Natação em Piscina Curta de 2022 - 800 m livre feminino
A prova dos 800 metros nado livre feminino do Campeonato Mundial de Natação em Piscina Curta de 2022 foi disputada no dia 14 de dezembro de 2022, no Melbourne Sports and Aquatics Centre, em Melbourne, na Austrália.

## Recordes
Antes desta competição, os recordes mundiais e do campeonato nesta prova eram os seguintes:
|                       | Nome          | Nacionalidade  | Tempo   | Local        | Data                   |
| --------------------- | ------------- | -------------- | ------- | ------------ | ---------------------- |
| Recorde mundial       | Katie Ledecky | Estados Unidos | 7:57.42 | Indianápolis | 5 de novembro de 2022  |
| Recorde do campeonato | Li Bingjie    | China          | 8:02.90 | Abu Dhabi    | 18 de dezembro de 2021 |

## Medalhistas
| Ouro                 | Prata                   | Bronze           |
| Lani Pallister (AUS) | Erika Fairweather (NZL) | Miyu Namba (JPN) |

## Cronograma
Todos os horários são locais (UTC+11).
| Data           | Hora          | Evento |
| -------------- | ------------- | ------ |
| 14 de dezembro | 11:19 e 19:42 | Final  |

## Resultado final
A final foi realizada no dia 14 de dezembro com início às 11:19 para as baterias mais lentas e às19:42 para as mais rápidas
| Colocação         | Bateria | Raia | Nadadora           | Nacionalidade            | Tempo   | Notas            |
| ----------------- | ------- | ---- | ------------------ | ------------------------ | ------- | ---------------- |
| Medalha de ouro   | 3       | 4    | Lani Pallister     | Austrália                | 8:04.07 |                  |
| Medalha de prata  | 3       | 7    | Erika Fairweather  | Nova Zelândia            | 8:10.41 |                  |
| Medalha de bronze | 3       | 6    | Miyu Namba         | Japão                    | 8:12.98 | Recorde nacional |
| 4                 | 3       | 5    | Leah Smith         | Estados Unidos           | 8:14.24 |                  |
| 5                 | 3       | 2    | Merve Tuncel       | Turquia                  | 8:17.89 |                  |
| 6                 | 3       | 8    | Jillian Cox        | Estados Unidos           | 8:20.95 |                  |
| 7                 | 3       | 3    | Zhang Ke           | China                    | 8:24.24 |                  |
| 8                 | 2       | 3    | Gabrielle Roncatto | Brasil                   | 8:25.45 |                  |
| 9                 | 2       | 4    | Yukimi Moriyama    | Japão                    | 8:25.46 |                  |
| 10                | 2       | 6    | Imani de Jong      | Países Baixos            | 8:25.84 |                  |
| 11                | 2       | 5    | Deniz Ertan        | Turquia                  | 8:29.92 |                  |
| 12                | 2       | 2    | Alexa Reyna        | França                   | 8:35.32 |                  |
| 13                | 2       | 7    | Jamie Perkins      | Austrália                | 8:36.26 |                  |
| 14                | 2       | 1    | Paula Otero        | Espanha                  | 8:37.61 |                  |
| 15                | 1       | 5    | Stephanie Houtman  | África do Sul            | 8:39.15 |                  |
| 16                | 1       | 4    | Sasha Gatt         | Malta                    | 8:40.76 |                  |
| 17                | 1       | 3    | Klara Bošnjak      | Croácia                  | 8:49.67 |                  |
| 18                | 2       | 8    | Iman Avdić         | Bósnia e Herzegovina     | 8:58.28 |                  |
| 19                | 1       | 6    | Kuo Jui-an         | Taipé Chinesa            | 9:01.45 |                  |
| 20                | 1       | 7    | Natalia Kuipers    | Ilhas Virgens Americanas | 9:03.17 |                  |
| 21                | 1       | 2    | Gabriella Doueihy  | Líbano                   | 9:11.60 |                  |
|                   | 3       | 1    | Gan Ching Hwee     | Singapura                | DNS     |                  |

Legenda
| Recorde mundial       | Recorde mundial (World record)               |                       | Recorde africano                      | Recorde africano (African) |                                           | Q | Classificado por posição (Qualified) |
| Recorde do campeonato | Recorde do campeonato (Championship record)  | Recorde da América    | Recorde da América (Americas)         | q                          | Classificado por melhor tempo (Qualified) |   |                                      |
| Melhor marca do ano   | Melhor marca do ano (World leading)          | Recorde asiático      | Recorde asiático (Asian)              | DNS                        | Não largou (Did not start)                |   |                                      |
| Recorde nacional      | Recorde nacional (National record)           | Recorde europeu       | Recorde europeu (European)            | DNF                        | Não terminou (Did not finish)             |   |                                      |
| Recorde pessoal       | Recorde pessoal do atleta (Personal best)    | Recorde da Oceania    | Recorde da Oceania (Oceania)          | DSQ / DQ                   | Desclassificado (Disqualified)            |   |                                      |
| Recorde da temporada  | Recorde da temporada do atleta (Season best) | Recorde sul-americano | Recorde sul-americano (South America) | NM                         | Sem marca (No mark)                       |   |                                      |